# Ike Ofoegbu
Ikechukwu Ofoegbu, (nacido el 9 de noviembre de 1984 en San Antonio, Texas) es un jugador de baloncesto estadounidense con nacionalidad nigeriana que pertenece a la plantilla de los Maccabi Ashdod B.C. de la Ligat ha'Al, la primera categoría del baloncesto israelí. Con 2.05 metros de estatura, juega en la posición de ala-pívot.

## Trayectoria
Formado en la  Universidad de Southern Methodist (2004-07), su primera experiencia en Europa la vivió en Bélgica con el Gent (2007-09). México (Toros de Nuevo Laredo y Pioneros de Quintana Roo), Argentina (Gimnasia y Esgrima de Comodoro Rivadavia), Venezuela (Bucaneros de La Guaira), y Puerto Rico (Indios de Mayagüez) han sido sus equipos en América.
En 2013 desembarcó en Israel en las filas del Maccabi Haifa con el que promedió 12,2 puntos, 5,6 rebotes y 1,1 asistencias en la Eurocup. En la siguiente temporada repite sus estadísticas, teniendo una media de 17,8 tantos, 7,1 rechaces, 1,4 asistencias y 1,5 recuperaciones por partido, siendo escogido en el mejor quinteto de la Liga.
Al acabar la temporada recaló en Capitanes de Arecibo de Puerto Rico con los que ha sido finalista de Liga.
En septiembre de 2015, firma con el Club Baloncesto Estudiantes, aunque poco después, sin ni siquiera debutar, el equipo desestima su contratación por no presentarse a la cita prevista sin justificación. Finalmente para la temporada 2015-16 firma por el Maccabi Tel Aviv BC.